# Lúcio Emílio Lépido Paulo (cônsul em 34 a.C.)
Lúcio Emílio Lépido Paulo (77–14 a.C.; em latim: Lucius Aemilius Lepidus Paulus), conhecido como Paulo Emílio Lépido, foi um político da família dos Lépidos da gente Emília da República Romana nomeado cônsul sufecto em 34 a.C., servindo com Caio Mêmio. Foi também censor em 22 a.C. com Lúcio Munácio Planco, a última vez que censores foram nomeados na Roma Antiga.

## Carreira

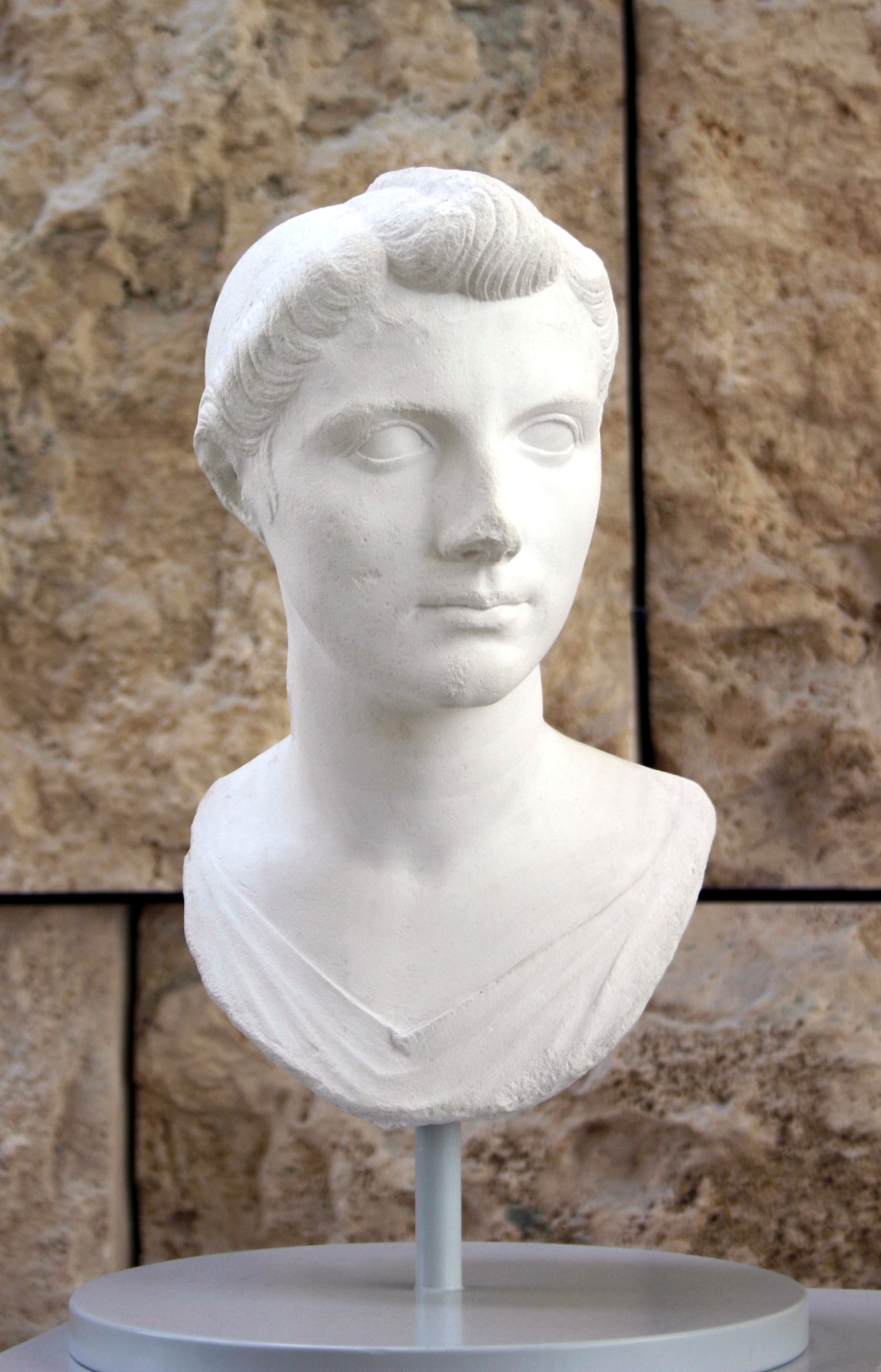
Otávia, a Jovem, sogra de Paulo Emílio em seu segundo casamento e irmã de Augusto.

Durante os conflitos decorrentes do assassinato de Júlio César, em 44 a.C., seu pai acompanhou os conspiradores Marco Júnio Bruto e Caio Cássio Longino para a Macedônia e Paulo provavelmente foi junto. É possível que tenha sido nomeado por Bruto como comandante das tropas de Creta.
Com a morte de Bruto, em 42 a.C., Paulo juntou as tropas republicanas remanescentes de Creta e velejou para o mar Jônico. Subsequentemente firmou uma paz com os triúnviros, pois, em 36 a.C., participou ao lado de Otaviano da expedição contra a Sicília de Sexto Pompeu. Em 1 de julho de 34 a.C., Paulo foi nomeado cônsul sufecto no lugar de Lúcio Semprônio Atratino. Durante seu mandato, reconstruiu e dedicou a Basílica Paula, que tinha sido originalmente erigida por seu pai. Em 22 a.C., tornou-se censor ao lado de Lúcio Munácio Planco, com quem possuía muitas discordâncias e, segundo Dião Cássio, morreu ainda na função; Propércio cita-o em eventos posteriores.

## Família
Paulo era filho de Lúcio Emílio Paulo, cônsul em 50 a.C., neto de Marco Emílio Lépido, cônsul em 78 a.C., e sobrinho do triúnviro Lépido. Casou-se pela primeira vez com Cornélia (c. 54–16 a.C.), enteada de Augusto (era filha do segundo casamento de sua esposa, Escribônia), com quem teve dois filhos, Lúcio Emílio Paulo, cônsul em 1 e marido de Júlia, a Jovem, Marco Emílio Lépido, cônsul em 6, e Emília Paula (m. 22 a.C.), que se casou duas vezes. Foi primeiro esposa de Lúcio Munácio Planco, cônsul em 13 e filho de Lúcio Munácio Planco, cônsul em 42 a.C. com o triúnviro Lépido, e depois, de Públio Mêmio Régulo, cônsul em 31 a.C.. Numa elegia de Propércio, Cornélia é representada consolando seu marido Paulo quando estava para morrer. Diz-se que tal evento ocorreu durante o consulado do irmão dela. Provavelmente este irmão seria Públio Cornélio Cipião, que foi cônsul em 16 a.C., o que leva a uma contradição entre os relatos de Dião Cássio e Patérculo e a menção de Propércio. Embora não haja evidências concretas, é possível que Propércio aluda a outro irmão que foi um cônsul sufecto e que não teve seu nome citado nos Fastos Capitolinos.
Em 12 a.C., Paulo casou-se, pela segunda vez, com Cláudia Marcela Menor, uma das filhas do cônsul Caio Cláudio Marcelo Menor, cônsul em 50 a.C., com sua esposa Otávia, a Jovem, a irmã de Augusto. O casamento dos dois uniu duas das mais prestigiosas casas republicanas e uniu-as ao nascente círculo imperial. Antes da morte de Paulo e antes de 11 a.C., Marcela deu-lhe um filho chamado Paulo Emílio Régulo, que foi questor na época de Tibério (r. 14–37).
Depois de sua morte, Marcela casou-se com Marco Valério Messala Messalino, cônsul em 3 a.C. e filho de Marco Valério Messala Corvino, e os dois foram pais de Marco Valério Messala Barbato, e de uma filha que foi a segunda esposa de Públio Quintílio Varo.